# Einzelhaft
Einzelhaft (Confinamento solitário ou Encarcerado) é o álbum de estreia do cantor austríaco Falco. Foi lançado na Áustria, Alemanha, Estados Unidos, Japão, Espanha, Itália, Canadá, Suécia e Finlândia. O álbum alcançou certo sucesso com o single principal, "Der Kommissar", uma canção de rap inovadora e influente em língua alemã. Uma versão em inglês da música feita por After the Fire foi um sucesso em 1983.
O single "Auf der Flucht", foi lançado nos EUA e na França. Em 1983, o single "Maschine brennt" atingiu o 9º lugar no US Club Play Singles.
Outras canções em Einzelhaft são inspiradas na "Trilogia de Berlim" de David Bowie: "Nie mehr Schule" tem sua melodia um sample da música "Speed of Life" do álbum Low, enquanto "Helden von heute" é uma versão da canção de Bowie, "Heroes".

## Histórico
Em 1980, Falco, que tocou na banda Drahdiwaberl, assinou um contrato para três álbuns solo produzidos por Robert Ponger e gerenciados por Markus Spiegel. O primeiro single foi a versão em inglês "That Scene (Ganz Wien)", que alcançou o 11º lugar na parada da rádio austríaca Ö3-Hitparade. A versão alemã, mais popular, chama-se "Ganz Wien". A música não alcançou as paradas em outros países.

## Produção
No início de 1981, Falco e Ponger começaram a produzir o álbum, e já tinham uma melodia para Der Kommissar. Originalmente Reinhold Bilgeri deveria ter cantado essa música, mas ele recusou. Impressionado com a melodia, Falco optou por incluí-la em seu álbum de estreia. Em três dias, Falco escreveu a letra para a melodia.
Em novembro de 1981, o segundo single "Der Kommissar"/"Helden von heute" foi lançado. Alcançou o topo das paradas em mais de 20 países. Nas paradas American Disco, a canção também alcançou o primeiro lugar.
Para promover seu álbum, Falco também lançou "Maschine brennt", "Auf der Flucht" e "Zuviel Hitze".

## Relançamento (Edição de 25 anos)
Em 2007, o álbum foi remasterizado digitalmente e lançado pelos ex-produtores e empresários de Falco. Na Áustria e na Alemanha foi lançado em 8 de junho de 2007, em outros países europeus foi lançado no final de 2007.

## Faixas
Todas as músicas escritas por Falco / Ponger, exceto onde indicado.
1. "Zuviel Hitze" – 4:31
2. "Der Kommissar" – 3:51
3. "Siebzehn Jahr" – 3:54
4. "Auf der Flucht" – 4:13
5. "Ganz Wien" 5:06 (Falco)
6. "Maschine brennt" – 3:36
7. "Hinter uns die Sintflut" – 3:16
8. "Nie mehr Schule" – 4:36
9. "Helden von heute" – 4:07 (Falco)
10. "Einzelhaft" – 4:01

### Disco 2 (lançamento de aniversário 2007)
1. "Nie Mehr Schule (Anniversary Mix 2007) – 4:03
2. "That Scene (Ganz Wien) – 4:25
3. "Interview Johann Hölzel 1993 – Kapitel 1 "Aus Hans Hölzel Wird Falco" – 3:59
4. "Interview Johann Hölzel 1993 – Kapitel 2 "Die Ersten 3 Alben" – 3:09
5. "Interview Johann Hölzel 1993 – Kapitel 3 "Erfolg Und Seine Konsequenzen" – 3:37
6. "Interview Johann Hölzel 1993 – Kapitel 4 "Zeitgeist" – 5:28
7. "Interview Johann Hölzel 1993 – Kapitel 5 "Westen, Osten, Norden, Süden" – 4:40
8. "Interview Johann Hölzel 1993 – Kapitel 6 "Suche Nach Der Wahrheit" – 3:25
9. "Interview Johann Hölzel 1993 – Kapitel 7 "Konzentration Der Kräfte" – 4:12
10. "Interview Johann Hölzel 1993 – Kapitel 8 "Kunst Und Verantwortung" – 2:26
11. "Interview Johann Hölzel 1993 – Kapitel 9 "Zukunftaussichten" – 5:03

## Paradas
O álbum alcançou o 1º lugar na Áustria, o 19º na Alemanha e o 45º na Suécia e o 64º nas paradas da Billboard dos EUA.

### Album
| Year | Albums     | A | US | GER | CDN | S  | NL | I  |
| ---- | ---------- | - | -- | --- | --- | -- | -- | -- |
| 1982 | Einzelhaft | 1 | 64 | 19  | 31  | 45 | 1  | 21 |

### Singles
| Year | Singles                                  | A       | US  | US (Cashbox) | CDN | CH | GER | ES | F | I | J | N | NL | RUS | S  | UK | SA  |
| ---- | ---------------------------------------- | ------- | --- | ------------ | --- | -- | --- | -- | - | - | - | - | -- | --- | -- | -- | --- |
| 1981 | Ganz Wien                                | 11 (Ö3) | -   | -            | -   | -  | -   | -  | - | - | - | - | -  | -   | -  | -  | -   |
| 1982 | Der Kommissar                            | 1       | 72  | 74           | 11  | 2  | 1   | 1  | 3 | 1 | 1 | 3 | 18 | 1   | 4  | -  | n/a |
| 1982 | Der Kommissar (Falco vs. After the Fire) | -       | 3   | 5            | 12  | -  | -   | -  | - | - | - | - | -  | -   | 20 | 47 | 2   |
| 1982 | Auf der Flucht / Maschine Brennt         | 4       | 30* | -            | -   | -  | 10  | 34 | - | - | - | 4 | 49 | -   | -  | -  | -   |